# Matías Bazzi
Matías Jail Bazzi (La Plata, 17 febbraio 2001) è un calciatore argentino, difensore del Fernando de la Mora.

## Caratteristiche tecniche
È un terzino sinistro.

## Carriera
Bazzi è cresciuto nel settore giovanile del Gimnasia (LP), con cui ha firmato il primo contratto professionistico il 24 febbraio 2022. Ha debuttato in prima squadra il 16 settembre dello stesso anno nell'incontro di Primera División vinto 2-0 contro l'Arsenal Sarandí.

## Statistiche

### Presenze e reti nei club
Statistiche aggiornate al 2 aprile 2024.
| Stagione        | Squadra         | Campionato      | Campionato | Campionato | Coppe nazionali | Coppe nazionali | Coppe nazionali | Coppe continentali | Coppe continentali | Coppe continentali | Altre coppe | Altre coppe | Altre coppe | Totale | Totale | Totale |
| Stagione        | Squadra         | Comp            | Pres       | Reti       | Comp            | Pres            | Reti            | Comp               | Pres               | Reti               | Comp        | Pres        | Reti        | Pres   | Reti   |        |
| --------------- | --------------- | --------------- | ---------- | ---------- | --------------- | --------------- | --------------- | ------------------ | ------------------ | ------------------ | ----------- | ----------- | ----------- | ------ | ------ | ------ |
| 2022            | Gimnasia (LP)   | PD              | 1          | 0          | CA+CdL          | 0               | 0               |                    | -                  | -                  |             | -           | -           | 1      | 0      |        |
| 2023            | Gimnasia (LP)   | PD              | 5          | 0          | CA+CdL          | 0               | 0               | CS                 | 0                  | 0                  |             | -           | -           | 5      | 0      |        |
| 2024            | Gimnasia (LP)   | PD              | 0          | 0          | CA+CdL          | 0               | 0               |                    | -                  | -                  |             | -           | -           | 0      | 0      |        |
| Totale carriera | Totale carriera | Totale carriera | 6          | 0          |                 | 0               | 0               |                    | 0                  | 0                  |             | -           | -           | 6      | 0      |        |